# Jadwiga Lal-Jadziak
Jadwiga Lal-Jadziak – polska inżynier elektrotechnik, doktor habilitowana nauk technicznych; specjalizuje się w cyfrowym przetwarzaniu sygnałów, metrologii elektrycznej, miernictwie sygnałów przypadkowych oraz technice korelacyjnej; profesor Instytutu Fizyki Wydziału Fizyki, Astronomii i Informatyki Stosowanej Uniwersytetu Mikołaja Kopernika. 

## Życiorys
Stopień doktorski uzyskała w 1982 na Politechnice Wrocławskiej broniąc pracy pt. Zastosowanie techniki korelacyjnej do pomiaru bardzo małych wartości współczynnika zniekształceń nieliniowych (promotorem był Ludwik Spiralski). Habilitowała się w 2001 z metrologii i miernictwa elektrycznego na Wydziale Elektrycznym Politechniki Poznańskiej na podstawie oceny dorobku naukowego i publikacji Kształtowanie dokładności w pomiarach korelacyjnych. Była profesorem i dyrektorem Instytutu Metrologii Elektrycznej Wydziału Informatyki, Elektrotechniki i Automatyki Uniwersytetu Zielonogórskiego.
Jest profesorem w Zespole Metrologii i Systemów Pomiarowych Katedry Automatyki i Systemów Pomiarowych Instytutu Fizyki UMK w Toruniu (gdzie pracują także m.in. Marek Zieliński, Krzysztof Gałkowski, Andrzej Dzieliński oraz Marcin Iwanowski). 
Swoje prace publikowała m.in. w „Metrology and Measurement Systems", „Przeglądzie Elektrotechnicznym" oraz w „Pomiarach, Automatyce, Kontroli".